# Loin d'ici (film, 2023)
Pour les articles homonymes, voir Loin d'ici.
Pour plus de détails, voir Fiche technique et Distribution.
Loin d'ici (Faraway) est un film allemand réalisé par Vanessa Jopp (de), sorti en 2023.

## Fiche technique
- Titre : Loin d'ici
- Titre original : Faraway
- Réalisation : Vanessa Jopp (de)
- Scénario : Jane Ainscough et Alex Kendall
- Photographie : Katharina Bühler (de)
- Pays d'origine : Allemagne
- Genre : comédie romantique
- Date de sortie : 2023

## Distribution
- Naomi Krauss (de) : Zeynep Altin
- Goran Bogdan : Josip Cega
- Adnan Maral (en) : Ilyas Altin
- Bahar Balci : Fia Altin
- Artjom Gilz : Conrad
- Davor Tomic : Drazen Cega